# شوم (پاکستان)
شوم (به انگلیسی: Shum) یک منطقهٔ مسکونی در پاکستان است که در ناحیه دیره بگتی واقع شده‌است.